# Vargen (stjärnbild)
Vargen (Lupus  på latin) är en stjärnbild på den södra stjärnhimlen. Stjärnbilden är en av de 88 moderna stjärnbilderna som erkänns av den Internationella astronomiska unionen.

## Historik
Stjärnbilden var med när stjärnbilderna listades av astronomen Klaudios Ptolemaios på 100-talet e. Kr. i hans samlingsverk Almagest. 
I Babylon kallades stjärnbilden Ur-Idim, ”Vildhunden”. Grekerna kallade stjärnbilden Therium – ett ej närmare beskrivet odjur – medan romarna bara kallade den besten. De föreställde sig ett vilddjur som bars fram på en lans av den näraliggande Kentauren för att offras på Altaret. 
Araberna talade om Al-Asadah, ”Lejoninnan”. Under renässansen blev den slutligen en varg och den tyske astronomen Johann Bayers stjärnatlas Uranometria, som utkom 1603.

## Stjärnor

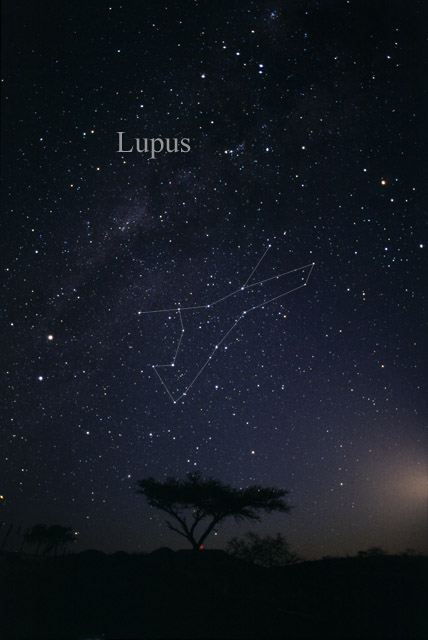
Stjärnbilden Vargen (Lupus) som den kan ses med blotta ögat.

I Vargens stjärnbild finns inga stjärnor av första magnituden, men däremot ett antal av magnitud 2 och 3.
- α - Alfa Lupi är en blåvit jättestjärna av spektralklass B1.5 III och magnitud 2,28. Den är klassificerad som Beta Cephei-variabel med perioden 0,29585 dygn, eller 7 timmar och 6 minuter.[2]
- β - Beta Lupi har magnitud 2,68 och är också en blåvit jätte och Beta Cephei-variabel, med perioden 0,232 dygn. Beta Lupi är av spektralklass B2 III och belägen när supernovaresten SN 1006.
- γ - Gamma Lupi är en blåvit underjätte av spektralklass B2 IV och magnitud 2,77.
- δ - Delta Lupi är också en blåvit underjätte av spektralklass B1.5 IV och magnitud 3,22. Också Delta Lupi klassificeras som Beta Cephei-variabel, med perioden 0,1655, det vill säga sex perioder per dygn.
- ε - Epsilon Lupi är en spektroskopisk dubbelstjärna där stjärnorna har den korta omloppstiden 4,55970 dygn. Dubbelstjärnan har en ytterligare följeslagare på 26,5 bågsekunders avstånd, vars omloppstid beräknats till 64 år.
- ζ - Zeta Lupi är en gul jättestjärna av spektralklass G7 III och magnitud 3,41.
- η - Eta Lupi är en blåvit underjätte av spektralklass B2.5 IV och magnitud 3,41.
- ι - Jota Lupi är också en blåvit underjätte av spektralklass B2.5 IV, med magnitud 3,54.
- SN 1006 är en supernova som upptäcktes 30 april 1006 av observatörer över hela världen. Stjärnan har ett avstånd från jorden av 7200 ljusår och nådde i maximum magnitud -7,5, vilket gjorde att den var synlig mitt på dagen och i ljusstyrka nådde en fjärdedel av fullmånens sken. Supernovaresten identifierades 1965 som den tidigare kända radiokällan PKS 1459-41.

## Djuprymdsobjekt
Stjärnbilden har ett antal intressanta objekt, men inget Messierobjekt. Antalet objekt är dock inte så många, som närheten till Vintergatan kunde få en att förmoda. En del av förklaringen är att många av galaxens mörka stoftmoln ligger nära Vargens stjärnbild.

### Stjärnhopar
- Följande klotformiga stjärnhopar förekommer: NGC 5824 med magnitud 9,09, NGC 5927 med magnitud 8,01 och NGC 5986 med magnitud 6,92.[8]
- Följande öppna stjärnhopar förekommer: NGC 5749 med magnitud 11,23 och NGC 5822 med magnitud 10,28.

### Nebulosor
- Följande planetariska nebulosor förekommer: NGC 5882 med magnitud 9,4 och IC 4406.